# You Are the Sunshine of My Life
 (juin 2013).
Si vous disposez d'ouvrages ou d'articles de référence ou si vous connaissez des sites web de qualité traitant du thème abordé ici, merci de compléter l'article en donnant les références utiles à sa vérifiabilité et en les liant à la section « Notes et références ».
Singles de Stevie Wonder
Superstition
(1972) Higher Ground
(1973)
You Are the Sunshine of My Life est une chanson américaine de Stevie Wonder écrite et composée par ce dernier et sortie en 1972. Elle est classée  no 1 à la fois au Billboard Hot 100 et aux Hot Adult Contemporary Tracks et no 3 aux Hot R&B/Hip-Hop Songs. Reprise immédiatement par Lou Donaldson puis en français par Sacha Distel et Brigitte Bardot, You Are the Sunshine of My Life est nommée aux Grammy Award de la chanson de l'année et du  disque de l'année en 1974 mais Wonder ne reçoit que celui du meilleur chanteur pop ou de variété. Devenue un standard, You Are the Sunshine of My Life est classée parmi les 500 plus grandes chansons de tous les temps selon Rolling Stone.

## Récompenses
- 1974 : Grammy Award du meilleur chanteur pop ou de variété pour Stevie Wonder.

## Versions
Enregistrée en anglais (sauf mentions contraires) par :
- Shirley Bassey
- Acker Bilk
- Petula Clark
- Richard Clayderman (instrumental)
- Perry Como
- Ray Conniff
- Dax Riders
- Sacha Distel en duo avec Brigitte Bardot (en français : Le Soleil de ma vie)
- Sacha Distel en duo avec Mireille Mathieu
- Sacha Distel en trio avec Mireille Mathieu et Dionne Warwick
- Anne Dorval
- Ferrante and Teicher
- Ella Fitzgerald
- Khalil Fong
- Engelbert Humperdinck
- Morgana King
- Tom Jones
- José José (en espagnol : Tú Eres Todo para Mí)
- Liza Minnelli
- Wencke Myhre
- Anita O'Day
- Frank Sinatra
- Mel Tormé
- The Ventures
- Pauline Wilson
- Glee
- Jack White
- Gérard Rinaldi